# Радослав Радославов (треньор)
Радослав Георгиев Радославов е български треньор по свободна борба.
Отговорен секретар на БФБ от 1984 до 1990 г.
Ръководи мъжкия националния отбор по свободна борба на България от 1971 до 1981 г., както и младежкия национален отбор по свободна борба от 1981 до 1984 г.

## Международни участия
- 1973 г. Европейско първенство Лозана
  - медали: 3 златни, 1 сребърен, 2 бронзови, отборно 2-ро
- Световно първенство Техеран
  - медали: 2 сребърни, 2 бронзови, отборно 3-то място
- 1974 г. Европейско първенство Мадрид
  - медали: 4 златни, 1 бронзов, отборно 2-ро място
- Световно първенство Истанбул
  - медали: 1 златен, 3 сребърни, 1 бронзов, отборно 2-ро място
- 1975 г. Европейско първенство Людвигсхафен
  - медали: 3 златни, 1 сребърен, 1 бронзов, отборно 2-ро място
- Световно първенство Минск
  - медали: 1 златен, 1 сребърен, 4 бронзови, отборно 2-ро място
- 1976 г. Европейско първенство Ленинград
  - медали: 3 сребърни, 1 бронзов, отборно 2-ро място